# Colonia Durán
Colonia Durán es una localidad argentina ubicada en el departamento San Javier de la provincia de Santa Fe. Se encuentra 6 km al sur de la ruta provincial 36, que la vincula al este con Romang y al oeste con Vera.
La localidad debe su nombre a Lorenzo Durán, quien recibiera el 13 de marzo de 1878 de Manuel Obligado el título de una gran extensión de campo al sur de Romang y que se extendía hacia el oeste, dando origen a las primeras prácticas agrícolas y ganaderas en la zona. En 1953 se procedió a solicitar la creación del pueblo pero con el nombre de Miguel Durán, uno de los hijos del fundador. En 1957 se resolvió cambiar el nombre por Pueblo Durán.

## Población
Cuenta con 855 habitantes (Indec, 2010), lo que representa un descenso frente a los 1,045 habitantes (Indec, 2001) del censo anterior.
| Gráfica de evolución demográfica de Colonia Durán entre 1991 y 2010 |
|                                                                     |
| Fuente: Censos nacionales del INDEC                                 |